# 井本貴史
井本 貴史（いのもと たかふみ、1978年1月27日 - ）は、日本のお笑い芸人。お笑いコンビ・ライセンスのツッコミ担当。相方は藤原一裕。吉本興業所属。奈良県北葛城郡出身。

## 経歴
奈良県北葛城郡王寺町出身。奈良県立上牧高等学校卒業。高校時代はサッカー部でインターハイに出場した。ポジションはミッドフィールダー。高校の先輩に松代直樹がいる。
1996年4月、高校の同級生である藤原一裕とコンビ結成。翌97年に初舞台を踏む。
吉本男前ランキングでは、2008年度から4年連続で4位にランクインしている。
2009年の東京マラソンに「2016年東京五輪招致1日サポーター」の吉本芸人チームのメンバーとして出場し、42.195kmを6時間29分1秒で完走した。
2012年1月14日に、10年間交際していた一般女性と入籍し、翌年2月15日に妻との間に第1子女児、2019年7月6日に第2子男児が誕生。
2012年4月に国立競技場で開催された「FC MEN 東日本大震災復興支援チャリティーマッチ」に出場。サッカー好きな日本の芸人チーム・FC GEININのメンバーとして参加し、ジュンスらが参加する韓国芸能人サッカーチーム・FC MENと対戦した。
2014年3月のJ3リーグ開幕から2016年11月まで、試合結果速報番組『J3リーグハイライト』（スカパー!）で司会を務めた。

## 交友関係
お笑い芸人としての先輩である浜田雅功（ダウンタウン）と親しく、浜田の名を冠した架空のゴルフクラブのユニフォームを制作し浜田らとゴルフをする際に着用している。
後輩芸人ではマサヨシ（サカイスト）、森木俊介（ラフ・コントロール）、菊地浩輔（チーモンチョーチュウ）、岩橋良昌(元プラス・マイナス)、平井俊輔（どりあんず）と親しい。森木、菊地、どりあんずは、自身が創設したフットサルチーム「F.C.イノモティーナ」にもメンバーとして参加している。また、親しい芸人が自宅近くに引っ越してくる傾向がある。
武智正剛（スーパーマラドーナ）が率いる武智軍団に属している。X JAPANのPATAとは一緒に飲み屋をハシゴしたりする仲である。

## 出演
※コンビでの出演はライセンス参照。個人での出演のみ記載。

### テレビ
- ピラメキーノ（テレビ東京） - 子役恋物語、鬼壁に出演
- J3リーグハイライト（スカパー!） - 司会
- ごぶごぶ（MBSテレビ）
- 浜ちゃんが!（読売テレビ） - 不定期出演

### ラジオ
- ごぶごぶラジオ（MBSラジオ、2023年4月8日 - ）

### テレビドラマ
- THE GOOD WIFE / グッドワイフ（2019年1月13日、TBS） - 保坂昌也 役

### PV
- YU-A「見守っていたい」- 通行人 役

### DVD
- ヤンキー イン・ザ・スカイ!!（2009年6月24日、YOSHIMOTO R and C）
- ニワトリの資格 vol.1（2012年11月28日、YOSHIMOTO R and C）
- 浜田雅功×横田真一のゴルフ新理論（2013年4月3日、YOSHIMOTO R and C）
- ニワトリの資格 vol.2（2013年8月7日、YOSHIMOTO R and C）

### 舞台
- ヤンキー イン・ザ・スカイ!!（2009年3月1日、オリベホール）